# Bereča vas
Bereča vas – wieś w Słowenii, w gminie Metlika. W 2018 roku liczyła 175 mieszkańców.